# Hydrovatus irakensis
Hydrovatus irakensis är en skalbaggsart som beskrevs av Abdul-karim och Syed Irtifaq Ali 1986. Hydrovatus irakensis ingår i släktet Hydrovatus och familjen dykare. Inga underarter finns listade i Catalogue of Life.